# The Flying Burrito Brothers
The Flying Burrito Brothers és un grup pioner del country-rock estatunidenc, especialment gràcies al seu àlbum de debut de 1969, The Gilded Palace of Sin, considerat un dels primers exemples d'aquest gènere i que influiria en bandes posteriors molt populars, com Eagles. Els fundadors i líders originals de la banda van ser Gram Parsons i Chris Hillman (tots dos procedents de The Byrds). Malauradament, Parsons només va enregistrar un segon àlbum amb la banda i Hillman un parell més (un d'ells en directe). La trajectoria posterior del grup ha viscut nombrosos canvis de personal i fins i tot de nom de la banda. Una formació sense els membres originals (i derivada de l'era 2000 Burrito Deluxe) actua actualment com a The Burrito Brothers.

## Discografia

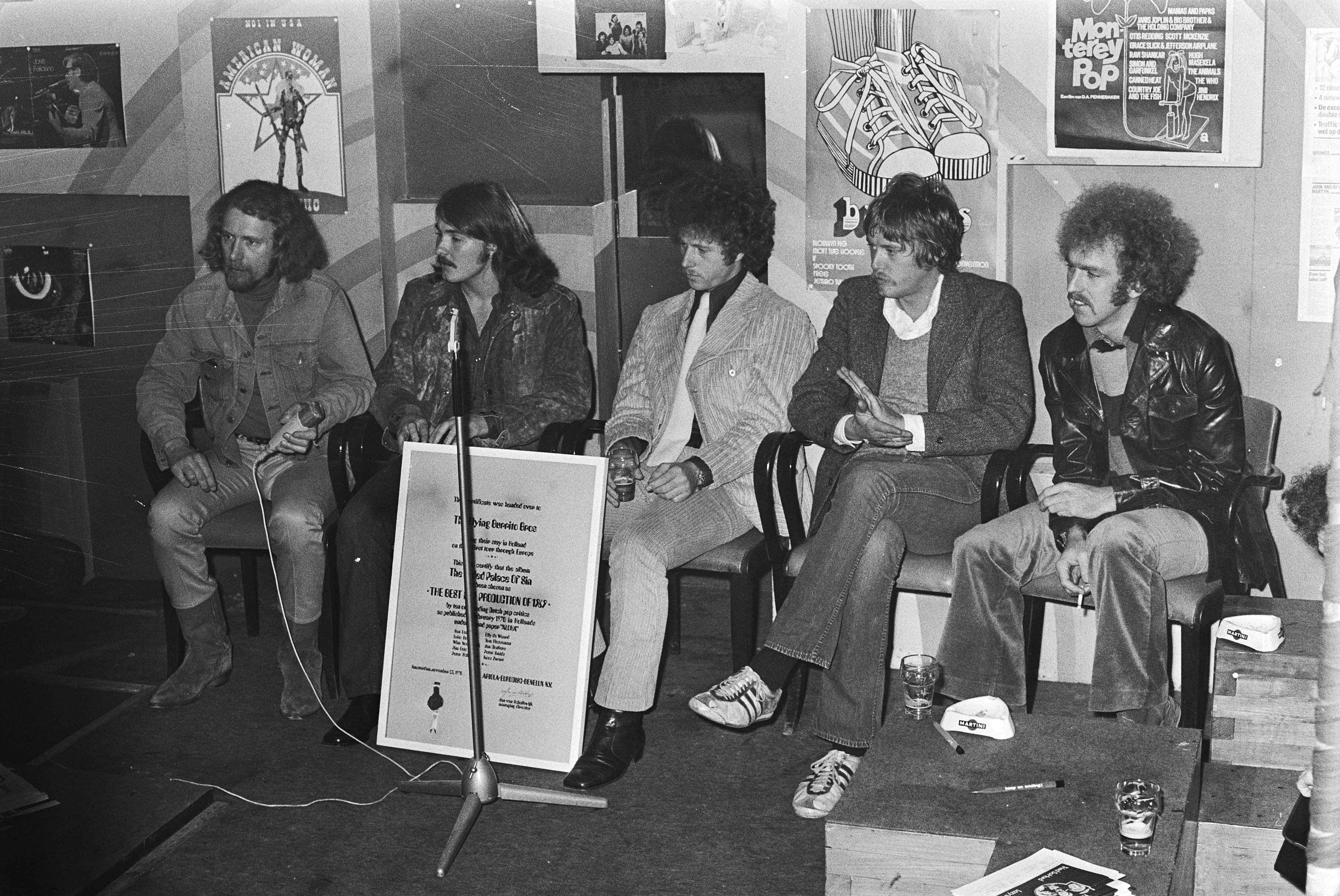
The Flying Burrito Brothers a Amsterdam, 1970

### Àlbums d'estudi
| Year | Credited As                 | Title                                       | Billboard 200 | Label                   |
| ---- | --------------------------- | ------------------------------------------- | ------------- | ----------------------- |
| 1969 | The Flying Burrito Brothers | The Gilded Palace of Sin                    | 164           | A&M (Original Release)  |
| 1970 | The Flying Burrito Brothers | Burrito Deluxe                              | —             | A&M (Original Release)  |
| 1971 | The Flying Burrito Brothers | The Flying Burrito Bros                     | 176           | A&M (Original Release)  |
| 1975 | The Flying Burrito Brothers | Flying Again                                | 138           | Columbia                |
| 1976 | The Flying Burrito Brothers | Airborne                                    | —             | Columbia                |
| 1977 | Sierra                      | Sierra                                      | —             | Mercury                 |
| 1981 | The Burrito Brothers        | Hearts on the Line                          | —             | Curb                    |
| 1982 | The Burrito Brothers        | Sunset Sundown                              | —             | Curb                    |
| 1994 | The Flying Burrito Brothers | Eye of a Hurricane                          | —             | Relix                   |
| 1997 | The Flying Burrito Brothers | California Jukebox                          | —             | Icehouse                |
| 1999 | The Flying Burrito Brothers | Sons of the Golden West (aka Honky Tonkin') | —             | Arista                  |
| 2002 | Burrito Deluxe              | Georgia Peach                               | —             | Lamon                   |
| 2004 | Burrito Deluxe              | The Whole Enchilada                         | —             | Corazong                |
| 2007 | Burrito Deluxe              | Disciples of the Truth                      | —             | Luna Chica              |
| 2011 | The Burritos                | Sound as Ever                               | —             | Yellow Label            |
| 2018 | The Burrito Brothers        | Still Going Strong                          | —             | Junction                |
| 2020 | The Burrito Brothers        | The Notorious Burrito Brothers              | —             | MVD Entertainment Group |

### Albums en directe
| Year | Title                                                                | Billboard 200 | Label                |
| ---- | -------------------------------------------------------------------- | ------------- | -------------------- |
| 1972 | Last of the Red Hot Burritos                                         | —             | A&M                  |
| 1972 | Live In Amsterdam                                                    | —             | Ariola               |
| 1974 | Blue-Grass Special                                                   | —             | Ariola               |
| 1976 | Sin City                                                             | —             | Relix                |
| 1979 | Live from Tokyo                                                      | —             | Regency              |
| 1985 | Cabin Fever                                                          | —             | Relix                |
| 1986 | Live from Europe                                                     | —             | Relix                |
| 1989 | From Another Time                                                    | —             | Shiloh               |
| 1991 | Close Encounters on the West Coast                                   | —             | Relix                |
| 2004 | The Red Album                                                        | —             | Corazong             |
| 2007 | Gram Parsons Archives Vol.1: Live at the Avalon Ballroom 1969        | —             | Amoeba               |
| 2011 | Authorized Bootleg: Fillmore East, N.Y., N.Y. Late Show, Nov. 7 1970 | —             | Hip-O Select         |
| 2012 | Devils in Disguise: 1971 Live Radio Broadcast                        | —             | Smokin'              |
| 2014 | Seattle Pop Festival, July 27th 1969                                 | —             | Keyhole (KHCD9026)   |
| 2018 | Highway on the Prairie                                               | —             | Sunset Blvd. Records |